# Ingolf van Rosenborg

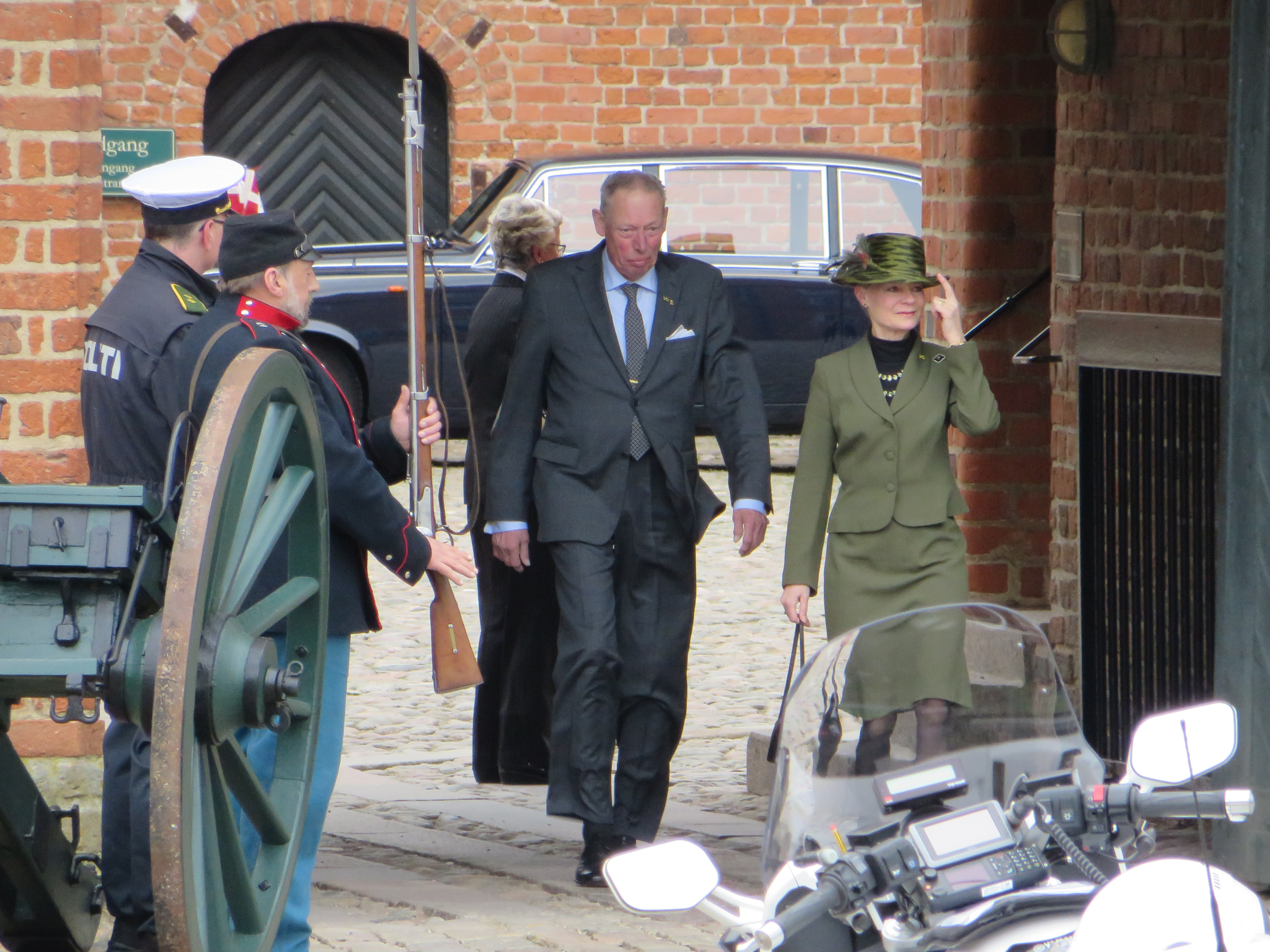
Ingolf en Sussie van Rosenborg, Sønderborg (18 april 2014)

Ingolf Christian Frederik Knud Harald Gorm Gustav Viggo Valdemar Aage graaf van Rosenborg (Slot Sorgenfri, 17 februari 1940) is de oudste zoon van de Deense prins Knud Christian en diens echtgenote Caroline-Mathilde.
Bij zijn geboorte was prins Ingolf tweede in lijn voor de Deense troonopvolging na zijn vader, maar na een wijziging van de Deense Grondwet in 1953, die erfopvolging ook in vrouwelijke lijn mogelijk maakte, verloor hij die positie. In 1968 gaf de prins zijn rechten op de Deense troon volledig op door zonder toestemming van de koning in het huwelijk te treden met het Deense burgermeisje Inge Terney (1938-1996). Hij nam toen de titel Graaf van Rosenborg aan.
In 1998 huwde Ingolf een tweede keer, ditmaal met de Deense Sussie Hjorhøy Pedersen (1950). Hij heeft geen kinderen.